# Euphylidorea olympica
Euphylidorea olympica är en tvåvingeart som först beskrevs av Alexander 1949.  Euphylidorea olympica ingår i släktet Euphylidorea och familjen småharkrankar. Inga underarter finns listade i Catalogue of Life.